# Ilije Garašanina
La rue Ilije Garašanina (en serbe cyrillique : Илије Гарашанина) est une rue de Belgrade, la capitale de la Serbie, située dans la municipalité urbaine de Palilula.
Le nom de la rue est un hommage à Ilija Garašanin (1812-1874), un homme politique qui fut représentant du prince et président du conseil des ministres à l'époque de la principauté de Serbie.

## Parcours
La rue Ilije Garašanina naît au croisement de la rue Takovska et de la rue Svetogorska dont elle constitue le prolongement. Elle s'oriente vers le sud-ouest et laisse sur sa gauche la rue Majora Ilića puis les rues Aberdareva (à droite) et Dobre Mitrovića (à gauche). Elle passe ensuite au carrefour des rues Starine Novaka et Beogradska, laisse sur sa droite la petite rue Miročka, traverse la rue Karnegijeva puis se termine en impasse.

## Éducation et culture
Le Cinquième lycée de Belgrade, créé en 1905 comme premier lycée de jeunes filles de la capitale serbe, est installé au n° 24.
Au n° 5 se trouve la bibliothèque Milutin Bojić, créée en 1957 pour servir de bibliothèque publique centrale à la municipalité de Palilula ; elle est indépendante de la Bibliothèque municipale de Belgrade.

## Sport
Au n° 26 se trouvent les bureaux du Centre de sports et de loisirs de Tašmajdan.

## Économie
Le marché de Palilula se trouve au début de la rue.
Parmi les enseignes représentées, on citer, au n° 26, une boutique Italsport Moderna et, au n° 29, une boutique de sacs et d'accessoires pour les enfants Oilily,. Au n° 1 est ouvert un Krofna bar et, au n° 3, un magasin de viande et de charcuterie Zlatiborski delikatesi.